# Polskie insygnia koronacyjne

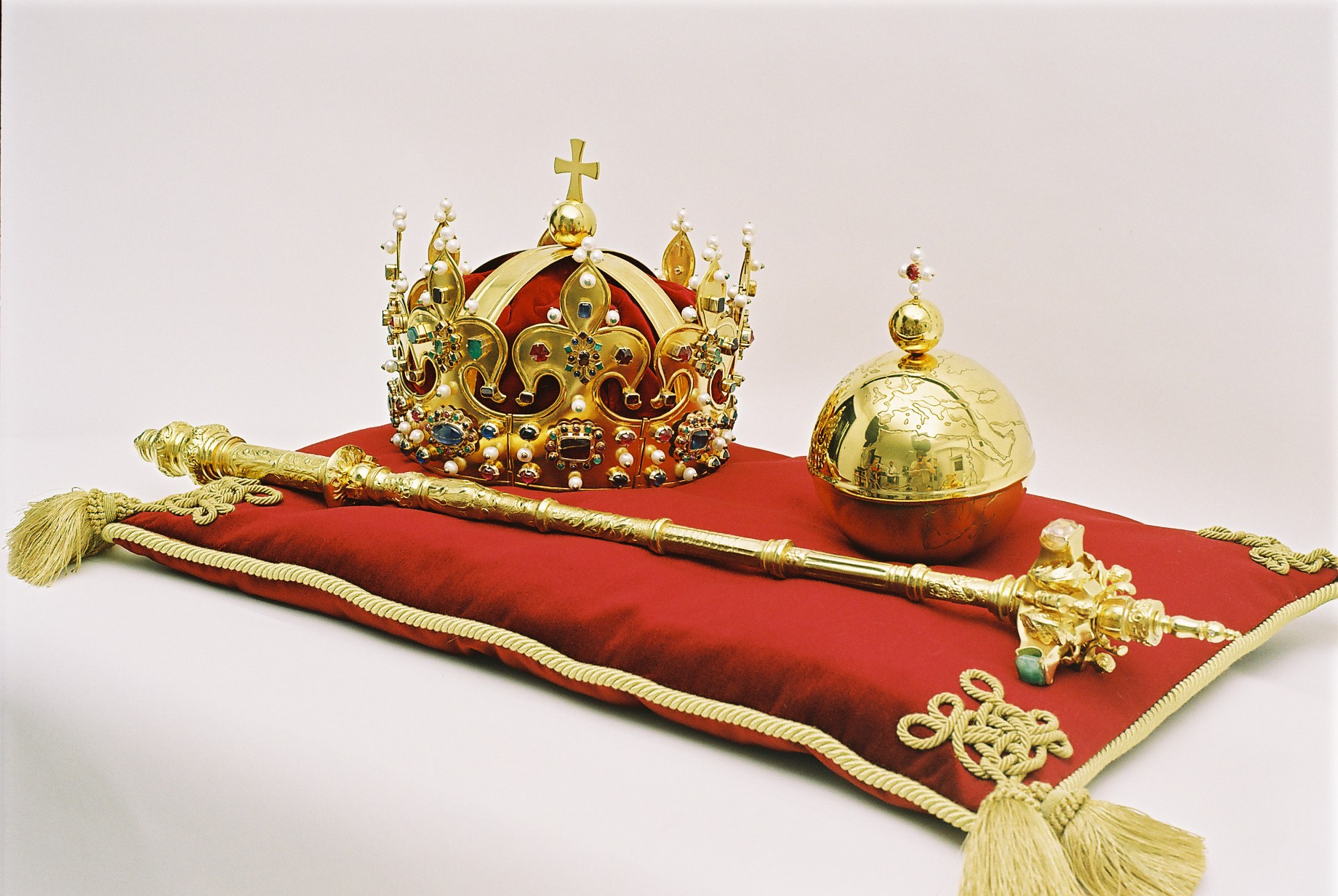
Repliki polskich insygniów koronacyjnych wykonane w latach 2001–2003 w Nowym Sączu przez zespół złotników pod kierownictwem antykwariusza Adama Orzechowskiego

Polskie insygnia koronacyjne, regalia królów polskich – oznaki władzy, godności i stanu królewskiego królów polskich używane podczas ceremonii koronacyjnych.
Były nimi: korona, jabłko, berło, miecz.

## Najdawniejsze polskie insygnia koronacyjne

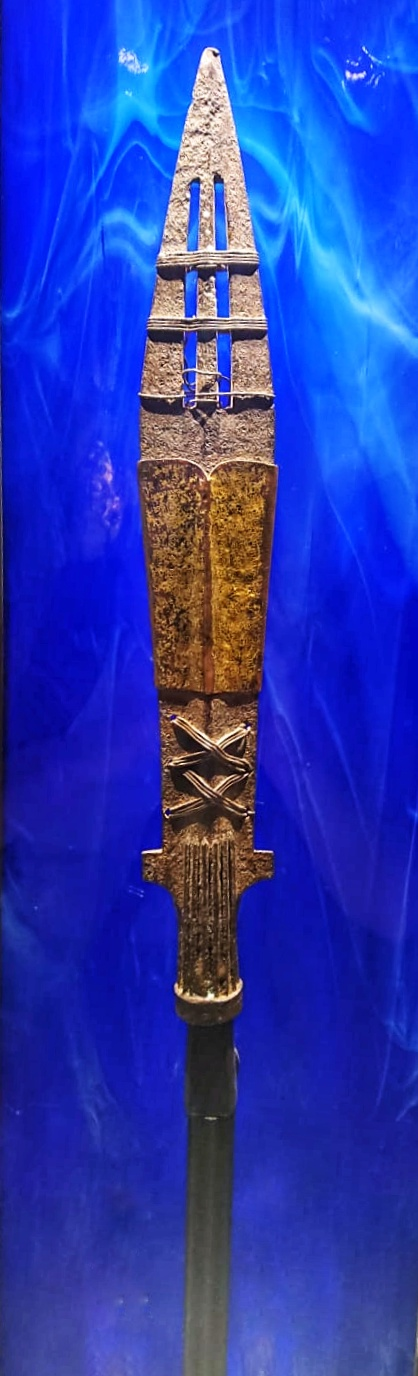
Włócznia Świętego Maurycego

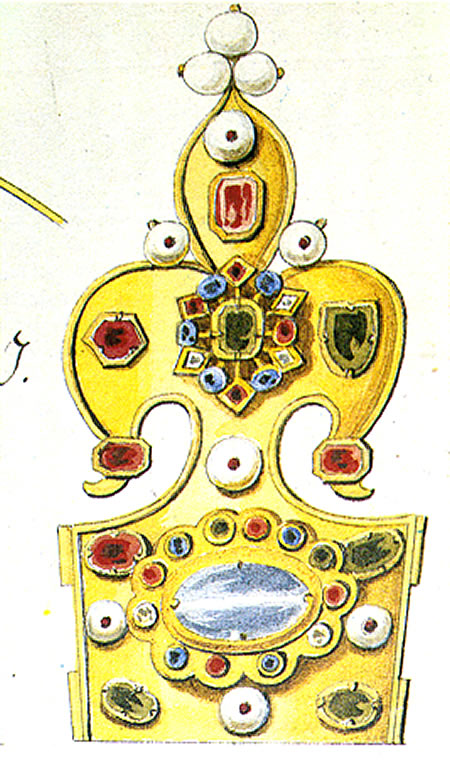
Korona Chrobrego, segment, rysunek Józefa Krzysztofa Wernera, 1764

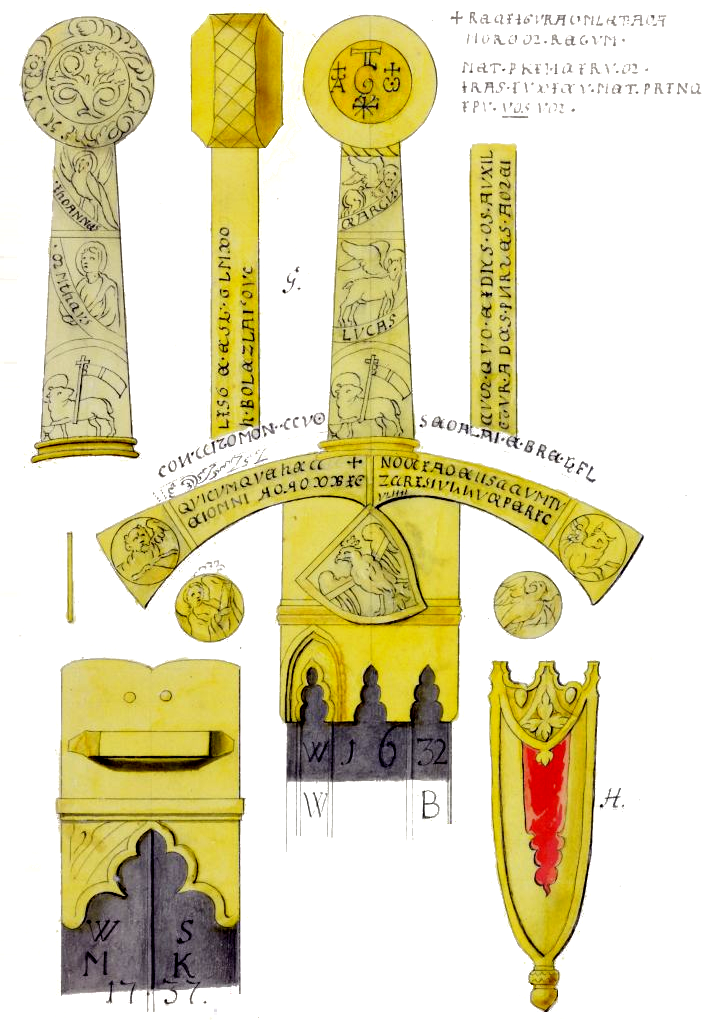
Szczerbiec, rękojeść, rysunek Józefa Krzysztofa Wernera, 1764

Pierwsze znane z przekazów źródłowych insygnia, podkreślające prawo do starań o koronę królewską, otrzymał w roku 1000 na zjeździe gnieźnieńskim książę Bolesław I Chrobry od cesarza Ottona III. W Kronice Galla Anonima czytamy:

Zważywszy jego chwałę, potęgę i bogactwo, cesarz rzymski zawołał w podziwie: „Na koronę mego cesarstwa! to, co widzę, większe jest, niż wieść głosiła!” I za radą swych magnatów dodał wobec wszystkich: „Nie godzi się takiego i tak wielkiego męża, jakby jednego spośród dostojników, księciem nazywać lub hrabią, lecz [wypada] chlubnie wynieść go na tron królewski i uwieńczyć koroną”. A zdjąwszy z głowy swej diadem cesarski, włożył go na głowę Bolesława na [zadatek] przymierza i przyjaźni, i za chorągiew tryumfalną dał mu w darze gwóźdź z krzyża Pańskiego wraz z włócznią św. Maurycego, w zamian za co Bolesław ofiarował mu ramię św. Wojciecha. I tak wielką owego dnia złączyli się miłością, że cesarz mianował go bratem i współpracownikiem cesarstwa i nazwał go przyjacielem i sprzymierzeńcem narodu rzymskiego. Ponadto zaś przekazał na rzecz jego oraz jego następców wszelką władzę, jaka w zakresie [udzielania] godności kościelnych przysługiwała cesarstwu w królestwie polskim, czy też w innych podbitych już przez niego krajach barbarzyńców, oraz w tych, które podbije [w przyszłości]. Postanowienia tego układu zatwierdził [następnie] papież Sylwester przywilejem św. Rzymskiego Kościoła.

Z przedmiotów ofiarowanych wówczas Bolesławowi I Chrobremu przez Ottona III zachował się jedynie grot Włóczni Świętego Maurycego, który od XII wieku przechowywany jest w Skarbcu Katedralnym na Wawelu.
Prawdopodobnie już w 1001 Bolesław Chrobry rozpoczął starania w Stolicy Apostolskiej o uzyskanie pozwolenia papieża na koronację, które jednak nie zakończyły się wówczas sukcesem. Według późniejszych legend papież Sylwester II odmówił przekazania korony polskiemu księciu, powołując się na głos z niebios, który nakazał mu przeznaczyć ją dla władcy Węgier, Stefana I. Dopiero w 1025 Bolesławowi Chrobremu udało się korzystając z międzynarodowej sytuacji politycznej koronować się na króla. Nie wiadomo jednak jak wyglądało insygnium, które posłużyło do tej ceremonii. Korona królewska, którą koronował się w 1025 Bolesław I Chrobry i jego syn Mieszko Lambert została wywieziona z Polski po 1031 do Niemiec. Przekazana została cesarzowi Konradowi II i ślad po niej zaginął. Jedna z hipotez sugeruje, że w 1075 została przekazana królowi Czech, Wratysławowi II. Wiadomo tylko, że druga z koron wykonanych w 1025 roku, przeznaczona dla królowej Rychezy, została jej zwrócona. Korona królowej została po śmierci włożona do jej grobu, jednak w 1633 przed ponownym pochówkiem Rychezy w katedrze w Kolonii zaginęła (prawdopodobnie skradziona).
Nowe regalia (korona, berło, miecz) wykonano na koronację Bolesława II Szczodrego w 1076. Koroną Bolesława Śmiałego koronowani byli: Przemysł II (1295) i Wacław II (1300). Oprócz korony królewskiej w skład nowych insygniów weszły jeszcze dwie srebrne korony (prawdopodobnie jedna króla, druga królowej) i berło, a od 1295 dołączono do nich również jabłko królewskie. Insygnia te zostały wywiezione do Czech przed koronacją Ryksy Elżbiety w Pradze (1303). Zostały one skradzione wraz ze skarbcem Przemyślidów w 1310 roku przez zdetronizowanego króla czeskiego Henryka Karynckiego.

## Insygnia koronacyjne królów Polski
Po zjednoczeniu Królestwa Polskiego w 1320 roku na koronację Władysława Łokietka wykonano nowy zestaw regaliów. Powstały wówczas: korona koronacyjna zwana oficjalnie koroną uprzywilejowaną lub oryginalną (łac. corona privilegiata, corona originalis), a potocznie Koroną Chrobrego, nowa korona królowych dla Jadwigi kaliskiej oraz po parze bereł i jabłek królewskich. Do insygniów koronacyjnych włączono również miecz Szczerbiec, który wiązano z legendą o Bolesławie Chrobrym.
Koroną uprzywilejowaną koronowany był Kazimierz Wielki (1333) i Ludwik Węgierski (1370). Korona królowych została włożona na głowy dwóch żon Kazimierza Wielkiego. W Krakowie intronizowano nią Aldonę Annę Giedyminównę (1333), w Poznaniu – Adelajdę Heską (1341). Po koronacji Ludwika Andegaweńskiego monarcha zdecydował się wywieźć na Węgry polskie insygnia koronacyjne obawiając się, że mogą one stać się łupem innych pretendentów do tronu. Obawy te nie były bezpodstawne, bowiem w tym samym czasie wyszedł na jaw spisek podkanclerzego Janka z Czarnkowa, który wykradł insygnia grobowe Kazimierza Wielkiego w celu przekazania ich Władysławowi Białemu.
Nie jest do końca jasne, jaką koroną była koronowana w 1384 roku Jadwiga Andegaweńska. Korona uprzywilejowana w tym czasie cały czas znajdowała się w posiadaniu monarchów węgierskich. Przypuszcza się więc, że na jej intronizację sprawiono nowe regalia, które później, gdy nie były już potrzebne, spieniężono. W 1386 roku wykonano kolejne insygnia koronacyjne, tym razem dla Władysława Jagiełły, gdyż Elżbieta Bośniaczka odmówiła zwrotu korony Chrobrego. Według profesora Jerzego Lileyki, korona koronacyjna Jagiełły miała w przyszłości stać się królewską koroną homagialną, używaną przez władców polskich podczas przyjmowania hołdów lennych. W 1403 roku powstała korona prywatna Anny Cylejskiej, której użyto podczas koronacji królowej. Nie wiadomo jednak, co się z nią stało. Nie wymieniają jej bowiem XV-wieczne lustracje Skarbca Koronnego.
W 1412 roku Zygmunt Luksemburski, po spotkaniu z królem polskim w Budzie, zwrócił Władysławowi Jagielle wywiezione w 1370 roku insygnia koronacyjne Władysława Łokietka. Od tej pory kolejni polscy królowie, aż do Stanisława Augusta Poniatowskiego (1764), używali przy koronacji korony uprzywilejowanej, a królowe korony królowych. W burzliwych latach Rzeczypospolitej Obojga Narodów zdarzały się jednak wyjątki. W 1576 roku Stefan Batory został koronowany prywatną koroną Zygmunta Augusta nazywaną koroną węgierską. Anna Jagiellonka intronizowana wraz z mężem również posłużyła się insygniami osobistymi. Podczas wojny północnej, gdy Skarbiec Koronny został wywieziony przez biskupa Stanisława Szembeka na Morawy, koronacja Stanisława Leszczyńskiego i Katarzyny z Opalińskich Leszczyńskiej (1705) odbyła się przy użyciu insygniów zastępczych, przetopionych po ceremonii na szwedzkie monety. August III Sas i Maria Józefa koronowani byli w 1734 roku zastępczymi regaliami, które na tę okoliczność wykonano w Dreźnie.

## Skarbiec Koronny

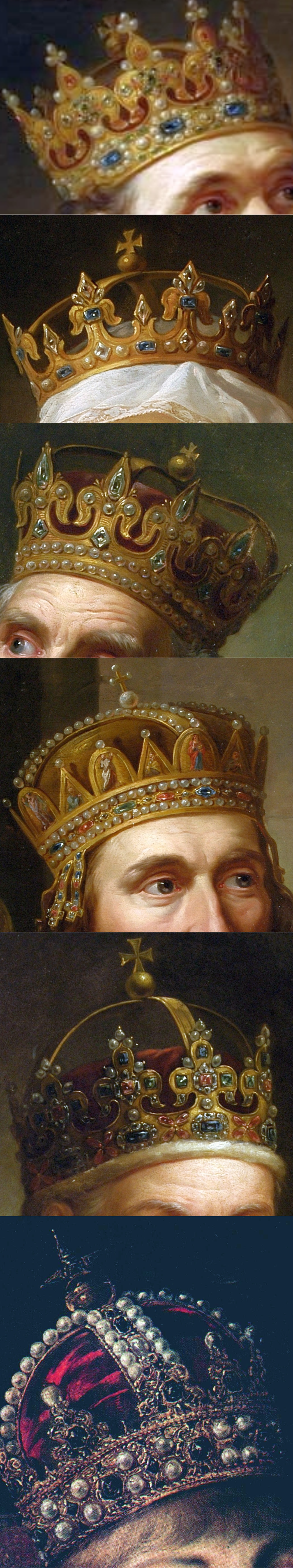
Polskie korony: Chrobrego, królowych, homagialna, węgierska, Zygmunta I, szwedzka (Zygmunta III)

Najdawniejsze polskie insygnia koronacyjne (1025) przechowywane były wraz z naczyniami liturgicznymi i relikwiarzami w skarbcu przy romańskiej katedrze w Gnieźnie. Po wywiezieniu przez królową Rychezę polskich regaliów, jej syn Kazimierz Odnowiciel po powrocie z wygnania z zachowanych skarbów zdołał odzyskać tylko Włócznię św. Maurycego, którą ofiarował katedrze w Krakowie. Po koronacji Bolesława Śmiałego (1076) wykonane dla niego insygnia koronacyjne również przeniesiono na Wawel. Przeleżały one w skarbcu katedry do 1290 roku. Później zabrał je ze sobą do Gniezna i umieścił w tamtejszej katedrze Przemysł II. Po wstąpieniu na tron polski Wacława II regalia polskie znalazły się w skarbcu katedry św. Wita w Pradze. Po 1310 roku ślad po nich zaginął.
Insygnia koronacyjne królów Polski od 1320 roku przechowywane były w skarbcu katedralnym na Wawelu.
Za czasów Jagiellonów przeniesiono je jednak na zamek i umieszczono w specjalnie do tego celu przygotowanym Skarbcu Koronnym. W 1370 roku Ludwik Węgierski zadecydował o przeniesieniu polskich regaliów na Węgry. Zwrócił je dopiero w 1412 roku przez poselstwo Andrzeja z Rożnowa, Zygmunt Luksemburski. W XVII wieku kilkakrotnie przywożono je do Warszawy na koronację królowych polskich w kolegiacie św. Jana Chrzciciela.
Podczas potopu szwedzkiego w 1655 insygnia ze skarbca wywiózł i ukrył na Spiszu w zamku Stara Lubowla Jerzy Sebastian Lubomirski. Przechowywano je tam do 1661 roku. W 1703 roku ponownie je ukryto, najpierw na Śląsku, później na Morawach. Insygnia koronacyjne wróciły na Wawel w 1730 roku dzięki biskupowi Krzysztofowi Janowi Szembekowi. Podczas podwójnej elekcji w 1733 roku regalia ponownie wywieziono. Dokonał tego stronnik Stanisława Leszczyńskiego, podskarbi Franciszek Maksymilian Ossoliński. Początkowo schowano je w kościele św. Krzyża w Warszawie. W 1734 roku wydobyto je jednak z kryjówki i jako depozyt oddano paulinom z Jasnej Góry. W Częstochowie znajdowały się do 1736 roku. W 1764 roku po raz ostatni za zgodą Sejmu insygnia koronacyjne przewieziono z Krakowa do Warszawy na koronację Stanisława Augusta Poniatowskiego. Później powróciły na Zamek Królewski na Wawelu, gdzie przechowywano je do III rozbioru Polski w 1795 roku. Pod koniec XVIII w. Skarbiec Koronny mieścił się w trzech sklepionych pomieszczeniach na parterze, w skrzydle dziedzińca arkadowego. Prowadziły do niego żelazne drzwi zamykane na wiele zamków.
18 kwietnia 1792 r., z polecenia Sejmu, dokonano ostatniej jego lustracji. Lustratorami byli Tadeusz Czacki i Jan Nepomucen Horain, wojewodzic brzeskolitewski. Przeglądu dokonano w obecności przedstawicieli stanu duchownego, szlachty i mieszczaństwa. Ochronę stanowił 2 Regiment Pieszy Koronny gen. Józefa Wodzickiego. Obok regaliów koronacyjnych, w skarbcu znajdowały się też inne przedmioty. Według Czackiego były to: 1) Chorągiew wielka z herbem obojga narodów. 2) Dwie chorągwie na jednym drzewcu z herbami Wielkiego Księstwa Litewskiego. 3) 16 chorągwi wojewódzkich i ziemskich z herbami. Ponadto znaleziono jeszcze należącą do cara Dymitra misę srebrną pozłacaną z napisem i wizerunkiem N. M. Panny, relikwiarze srebrny pozłacany i srebrny, otwierający się krzyż pozłacany. Były tam też szable, pancerze, buzdygany, kulbaki, czapraki, rzędy końskie i ostrogi. Wszystkie te pamiątki historyczne zostały na cztery dni wystawione na widok publiczny, a następnie, 21 kwietnia ponownie wniesione do skarbca i zapieczętowane. Znana jest opinia, że pewne przedmioty zabrał wówczas Czacki ze sobą. Niektóre z nich trafiły później do Muzeum Czartoryskich w Krakowie.
Od XV wieku liczba regaliów koronacyjnych zmieniała się. Miały na to wpływ różne czynniki. Królowie dodawali do Skarbca Koronnego swoje prywatne insygnia, czasami spieniężali, zastawiali lub przetapiali klejnoty koronne w celu poprawienia swojej sytuacji finansowej. Podczas kolejnych uroczystości intronizacji używano również różnych: koron, bereł, jabłek królewskich, z których część była wnoszona do skarbca, a część nie. Powodowało to rozbieżności w kolejnych spisach inwentarzowych na zamku wawelskim. Wiadomo, że podczas ostatniej lustracji Skarbca Koronnego z 1792 roku znajdowały się w nim następujące regalia królewskie:
Korona Chrobrego

Insygnium koronacyjne królów polskich od XIV do XVIII wieku. Wykonane na koronację Władysława I Łokietka. Ostatni raz użyte podczas intronizacji Stanisława Augusta Poniatowskiego.
Szczerozłota, gotycka korona w formie corona clausa. Złożona z dziesięciu segmentów zwieńczonych liliami, wysadzana drogocennymi kamieniami: szafirami, rubinami, szmaragdami oraz perłami. Zwieńczona złotym globem z krzyżykiem.
Korona królowych

Insygnium koronacyjne królowych polskich. Wykonane na koronację Jadwigi Kaliskiej, żony Władysława I Łokietka. Ostatni raz użyte podczas intronizacji Marii Kazimiery, żony Jana III Sobieskiego. Szczerozłota, gotycka korona w formie corona clausa skromniejsza i mniejsza jednak od Korony Chrobrego. Złożona z siedmiu segmentów zwieńczonych liliami, wysadzana drogocennymi kamieniami: szafirami, rubinami oraz perłami.
Korona homagialna

Insygnium królewskie do odbierania hołdów. Szczerozłota, gotycka korona w formie corona clausa skromniejsza od Korony Chrobrego. Złożona z dziewięciu segmentów zwieńczonych liliami, wysadzana drogocennymi kamieniami.
Korona Węgierska

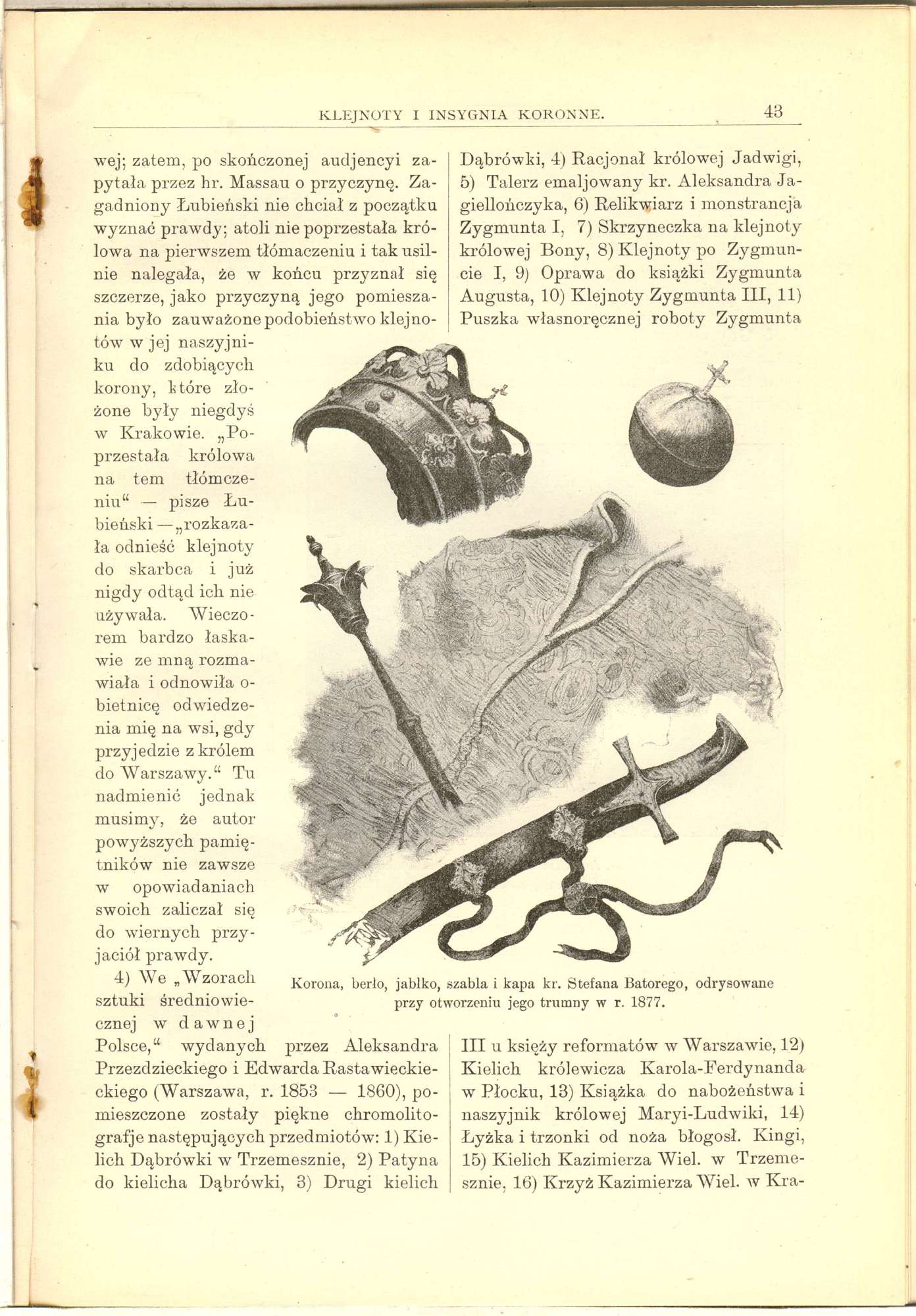
Regalia i szabla króla Stefana Batorego odrysowane po otworzeniu trumny w 1877.

Korona koronacyjna Stefana Batorego, wykonana na wzór Korony Świętego Stefana. Pierwotnie insygnium prywatne, które w 1571 roku Zygmunt II August odziedziczył po swoim siostrzeńcu Janie Zygmuncie Zapolyi. Do Skarbca Koronnego trafiła po 1576 roku. Wykonana w formie obręczy, od góry przykrytej dwoma szerokimi kabłąkami, z globem i krzyżykiem na ich skrzyżowaniu. Ozdobiona sterczynkami, emaliowanymi plakietkami oraz drogocennymi kamieniami.
W 1877 roku trumna ze szczątkami Stefana Batorego została otworzona. Znaleziono w niej koronę, berło, jabłko oraz szablę należącą do króla.
Korona Szwedzka

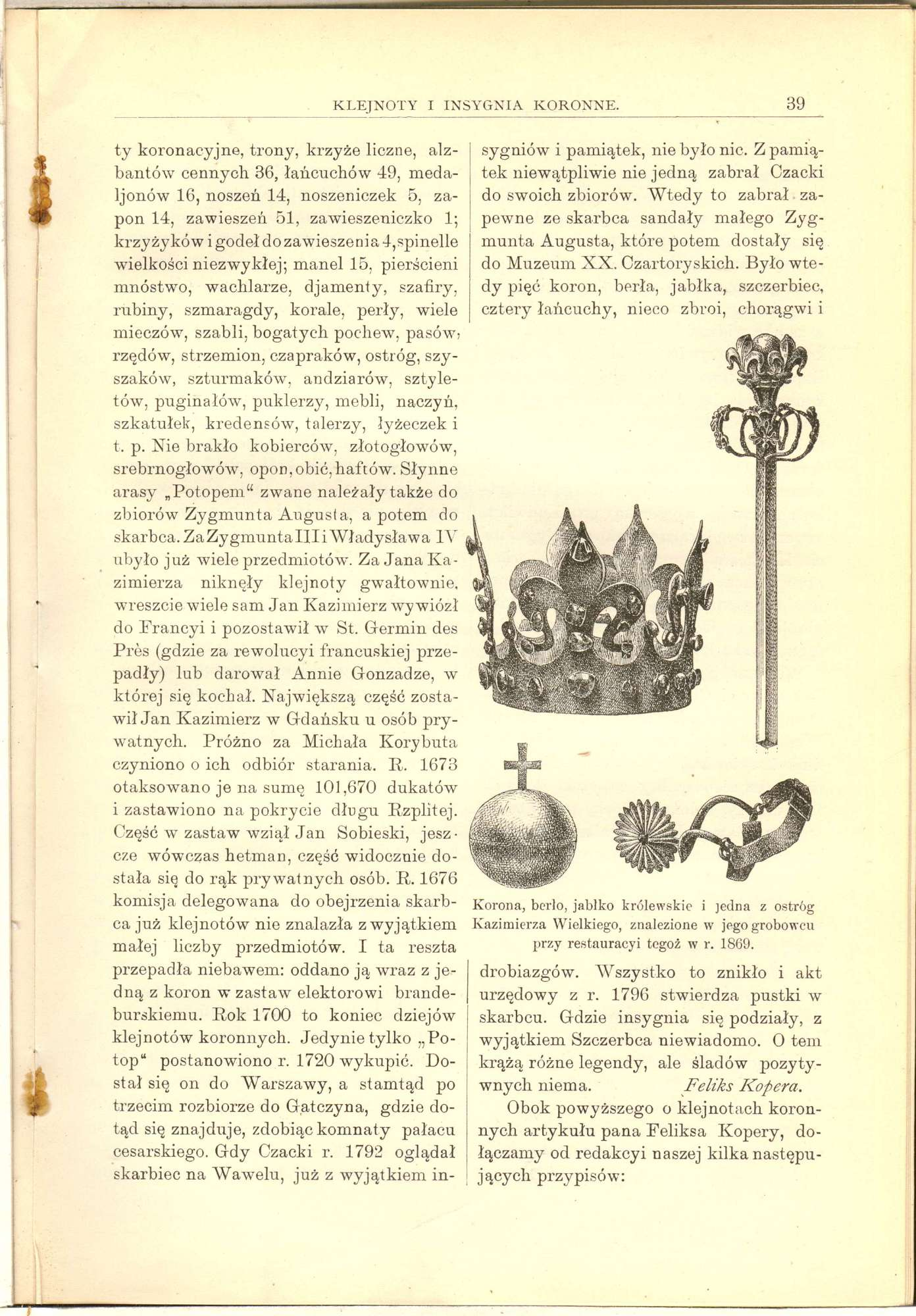
Korona, berło, jabłko i ostroga związane z Kazimierzem Wielkim po otworzeniu jego grobowca w 1869 roku – odrys zamieszczony w III tomie Encyklopedii staropolskiej Glogera z 1902.

Późnorenesansowa korona prywatna Wazów, własność Zygmunta III Wazy, Władysława IV Wazy i Jana II Kazimierza Wazy. Ofiarowana do Skarbu Koronnego przez tego ostatniego. Korona zamknięta, ośmiodzielna, zwieńczona kwiatonami, zdobiona gęsto perłami i drogocennymi kamieniami.
Berła królewskie

W 1792 roku w Skarbcu Koronnym były cztery berła królewskie. Pierwsze z nich było szczerozłote, na sztyfcie żelaznym, wysadzane diamentami, szmaragdami, szafirami, topazami i rubinami. Posłużyło ono jako koronacyjne Stanisławowi Augustowi Poniatowskiemu. Drugie berło nieco mniejsze, szczerozłote na sztyfcie żelaznym dekorowane wyobrażeniem liści należało do insygniów koronacyjnych Stefana Batorego. Dwa pozostałe, z których jedno zapewne należało do królowych polskich były wykonane z pozłacanego srebra.
Jabłka królewskie

W 1792 roku w Skarbcu Koronnym znajdowało się pięć jabłek królewskich. Najokazalsze z nich koronacyjne wykonane w okresie późnego renesansu było szczerozłote, zwieńczone krzyżykiem z pereł i rubinów oraz miało wygrawerowaną na globie mapę świata. Drugie jabłko, złote z krzyżykiem należało do insygniów koronacyjnych królowej. Trzy pozostałe jabłka były srebrne, pozłacane.
Miecze ceremonialne

W 1792 roku w Skarbcu Koronnym przechowywano cztery miecze wykorzystywane podczas uroczystości koronacyjnych. Pierwszym z nich i najważniejszym był Szczerbiec. Obok niego znajdował się miecz Sigismuntus Iustus Zygmunta I Starego do pasowania rycerzy. W skarbcu spoczywały również dwa miecze grunwaldzkie, które niesione przed królem w dniu koronacji symbolizowały Rzeczpospolitą Obojga Narodów.
Poza Skarbcem Koronnym w tym czasie były:
Korona Moskiewska

Kopia korony Moskiewskiej Zygmunta III Wazy, którą wykonał ok. 1668 roku warszawski złotnik Tobiasz Rychter na zamówienie Jana II Kazimierza Wazy. Korona przekazana do Skarbca Koronnego w 1674 roku, od 1700 roku przechowywana jako zastaw w berlińskim skarbcu Hohenzollernów.
Insygnia Augusta II Mocnego

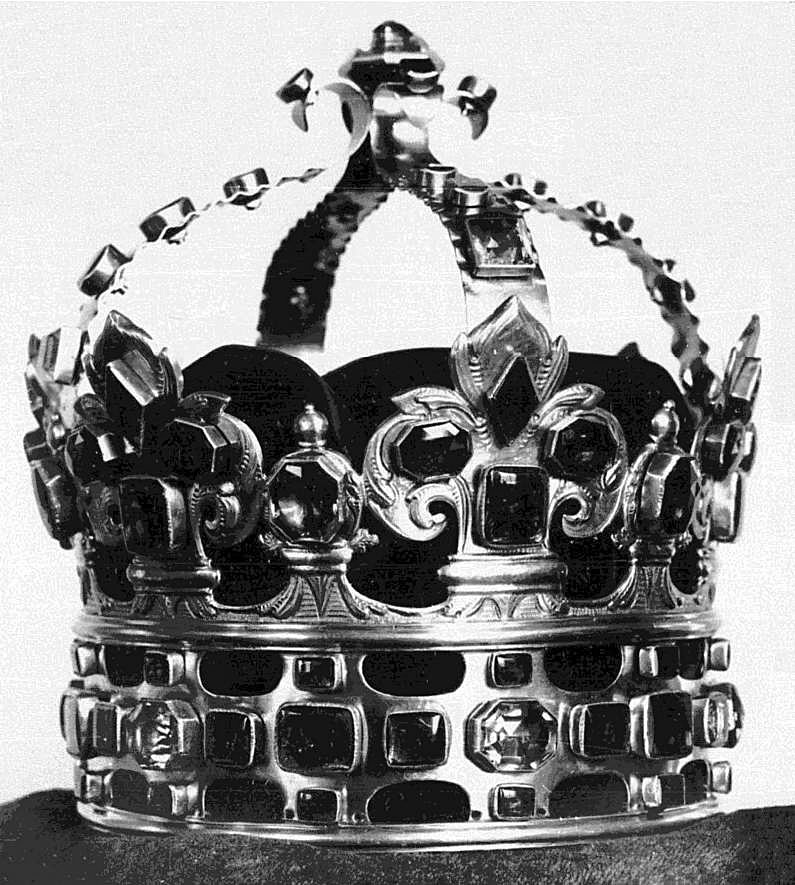
Korona Augusta II Mocnego przechowywana w Rüstkammer w Dreźnie, fotografia z lat 30.

Zastępcze regalia królewskie wykonane w 1697 roku dla elektora saskiego i króla polskiego Augusta Mocnego przechowywane w Rüstkammer w Dreźnie.

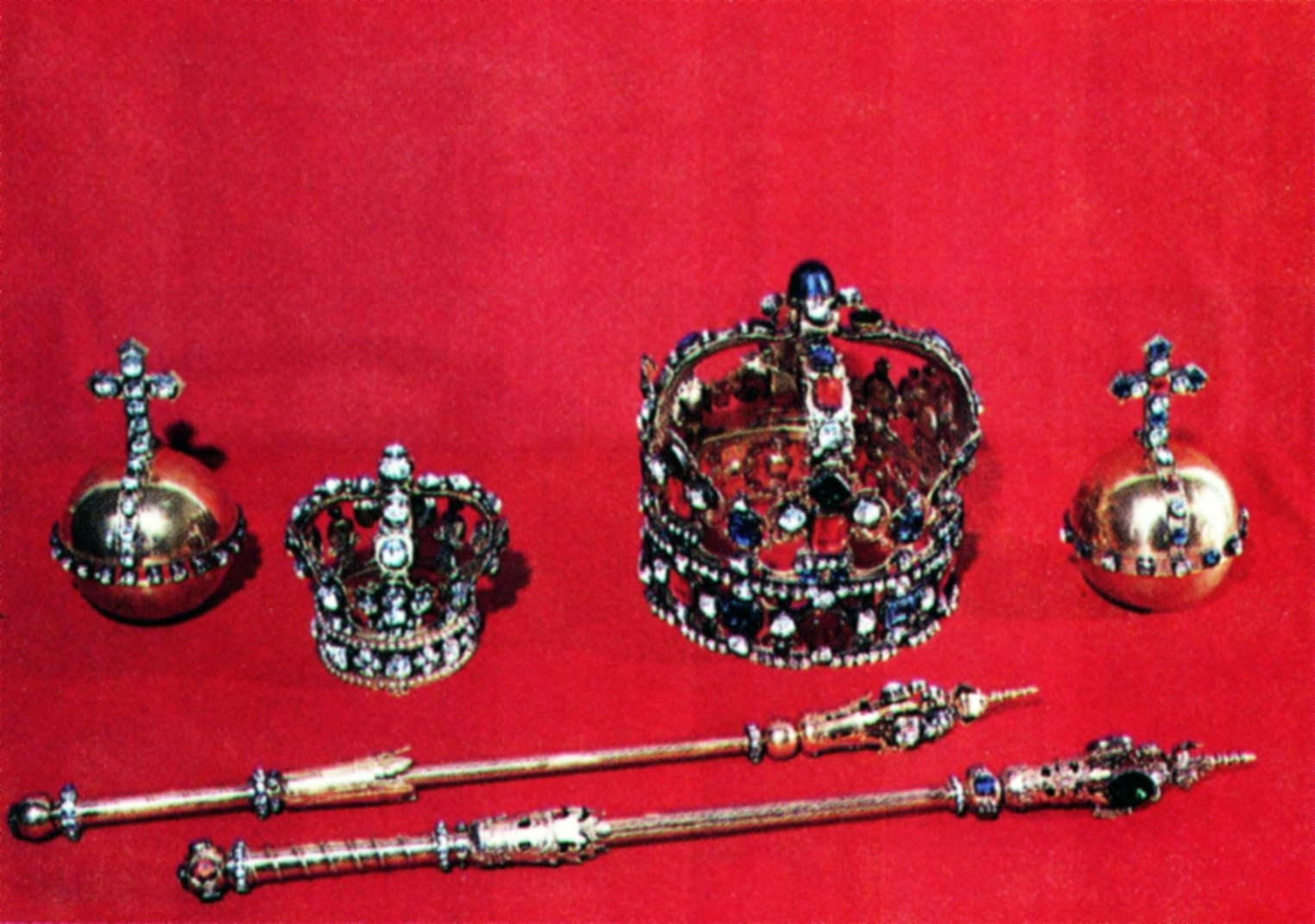
Insygnia Augusta III i Marii Józefy

Regalia koronacyjne Augusta III Sasa i Marii Józefy Habsburżanki wykonane w 1733. Po śmierci króla przechowywane w do Grünes Gewölbe w Dreźnie. Obecnie w Muzeum Narodowym w Warszawie.
Insygnia królewskie Stanisława Augusta Poniatowskiego

Regalia Stanisława Augusta Poniatowskiego: miecz ceremonialny, łańcuch i berło przechowywano na Zamku Królewskim w Warszawie.

## Grabież polskich regaliów i ich dalsze losy
Skarbiec Koronny (Thesaurus Regni) był dobrem narodowym, którego przez wiele lat pilnowano z największą czcią. Otwierano go oficjalnie niezwykle rzadko z okazji koronacji lub potrzeby przeprowadzenia inwentaryzacji. Opiekę nad nim sprawował podskarbi wielki koronny. Klucze do drzwi tej instytucji miało sześciu dygnitarzy państwowych (senatorów), kasztelanowie: krakowski, poznański, wileński, sandomierski, kaliski i trocki. Do skarbca można było wejść tylko za ich zgodą lub w ich obecności. Dodatkowo jeszcze wymagana była w tym celu odpowiednia uchwała sejmowa. W dobie I Rzeczypospolitej niekiedy odchodzono jednak od urzędowych zasad i zdarzały się incydenty.
W XVII wieku król Jan II Kazimierz Waza przywłaszczył sobie część klejnotów koronnych nie pytając o zgodę zainteresowanych. W 1697 roku przed koronacją Augusta II Mocnego doszło do brutalnego włamania się jego stronników do komnat skarbca przez wyłom w murze zamkowym. Podobny przebieg miała również grabież polskich regaliów przez żołnierzy pruskich w 1795 roku.
15 czerwca 1794 roku podczas tłumienia insurekcji kościuszkowskiej żołnierze pruscy nie napotykając większego oporu weszli do Krakowa. Tego samego dnia obsadzili Wawel i zamienili zamek w twierdzę, do której nikogo postronnego nie wpuszczali. Niedługo później komendant miasta, generał Leopold von Reuts rozpoczął korespondencję z Berlinem w sprawie dalszych losów wyposażenia rezydencji królów polskich. Rozkazem króla Fryderyka Wilhelma II miał w największej tajemnicy przekazać Skarbiec Koronny tajnemu radcy Ludwikowi Antoniemu von Hoym, który z kolei miał zabezpieczyć jego transport przez Śląsk do Berlina. Zadanie wywiezienia kosztowności wykonano w nocy z 3 na 4 października 1795 roku. Sprowadzony przez Prusaków ślusarz wyłamał zamki w drzwiach komnat skarbca, a następnie otworzył wszystkie skrzynie i puzdra. Skradziono drogocenne precjoza i klejnoty koronne, pozostawiając tylko to, co nie miało wartości kruszcowej. Polskie insygnia koronacyjne przewieziono do Berlina, gdzie stały się częścią skarbca Hohenzollernów.
Już w 1796 roku rozpoczęły się starania polskich kolekcjonerów o ratowanie zachowanych po polskich monarchach pamiątek. Nieliczne przedmioty od XVIII wieku były w kolekcjach prywatnych. To co zachowało się ze skarbca na Wawelu zdołał pozyskać Tadeusz Czacki. Jego znaleziska posłużyły później w uzupełnieniu kolekcji Izabeli Czartoryskiej w Puławach. W XIX wieku miejscem gdzie znalazło się wiele regaliów był skarbiec katedralny w Krakowie. Dużo rzeczy przywłaszczyli sobie władcy państw zaborczych. W Ermitażu w Petersburgu i innych rosyjskich kolekcjach umieszczono wiele precjozów, które różnymi drogami stały się własnością carów. Przedmioty, których nie udało się spieniężyć królom pruskim z zagrabionego Skarbca Koronnego pozostawały nadal w ich zbiorach.
Feliks Franciszek Łubieński w swoich pamiętnikach podaje, że widział w 1798 r. w naszyjniku królowej Luizy Pruskiej, żony Fryderyka Wilhelma III, klejnoty z koron, które oglądał niegdyś w wawelskim skarbcu. Według dość powszechnej opinii, Łubieński w swoich opowieściach mijał się jednak niekiedy z prawdą.
Po przegranej wojnie z cesarzem Napoleonem I, zbankrutowany król pruski Fryderyk Wilhelm III kazał zarządzeniem z 17 marca 1809 roku rozbić i przetopić polskie regalia królewskie. W 1811 roku przeprowadzono w Królewcu ich komisyjne zniszczenie. Z pozyskanego złota i srebra wybito monety. Kamienie szlachetne i inne przedmioty niewykonane z drogocennych kruszców sprzedano.
O Skarbiec Koronny upominał się na kongresie wiedeńskim w 1815 roku cesarz Rosji i król Polski Aleksander I Romanow. Nic jednak nie odzyskał, gdyż polskie klejnoty monarsze już wówczas nie istniały. Mikołaj I, który jako kolejny rosyjski i polski monarcha upominał się o zwrot zagrabionych kosztowności, też niczego nie uzyskał. Podczas swojej koronacji w Warszawie (1829) użył więc zastępczo zamiast Korony Chrobrego korony carskiej przywiezionej na tę okoliczność z Moskwy.
Poświadczeniem powyższych działań jest list księcia Wilhelma Wittgensteina do pruskiego ministra wojny Karla Witzlebena, sporządzony podczas królewskiego śledztwa w sprawie zniszczenia polskich insygniów koronacyjnych.

Berlin, dnia 27 stycznia 1836.
Do Jego Ekscelencji K.H. von Witzlebena.
Jego Ekscelencja okazał skłonność 11 b. m. udzielić mi bliższych wyjaśnień co do owych polskich insygniów koronnych, o których wspomniał Pan po raz pierwszy w swym piśmie z dnia 1 b. m. Mam przeto zaszczyt donieść Jego Ekscelencji, że od tego czasu wszędzie, gdzie tylko można było się domyślać jakiegoś śladu, czyniono dochodzenie za owymi insygniami.
W Tajnym Archiwum Stanu i Gabinetu nie dało się nic o tym wyszukać, a tak samo w Śląskim Archiwum Rządzącego Ministra, hrabiego von Hoym, do którego prowadziły ślady, wedle udzielonych przez Jego Ekscelencję pism z r. 1795. Sprawa była – jak to również wykazują owe akty – traktowana w największej tajemnicy; pewien urzędnik dawnego Śląskiego Archiwum przypomniał sobie jednakże, że sprowadzone z Krakowa polskie insygnia państwowe, o których mowa, zostały później z Wrocławia przekazane do skarbca w Berlinie.
Zostaje to także potwierdzone przez akta skarbca. Wedle nich bowiem znajdowało się w skarbcu sześć koron. Jedna z nich była bez wątpienia koroną carską, co do której uczyniłem wzmiankę w załączniku mojego pisma z dnia 7 b. m.; pięć innych koron – a oprócz tego mam na myśli jeden polski miecz – są domniemanymi, owymi z Krakowa przywiezionymi insygniami państwowymi, przekazanymi do skarbca w czasie, którego nie dało się dotąd oznaczyć.
Wszystkie sześć koron, w następstwie królewskiego rozkazu, udzielonego Skarbnikowi – Tajnemu Radcy Wojennemu, Zenkerowi, zostały dnia 17 marca 1809 r. przez Tajnego Ministra Stanu v. Altensteina rozebrane; a następnie – gdy J.Kr.Mość przyjąć raczył do wiadomości rozporządzeniem z dnia 18 czerwca 1811 r. owo zniszczenie dokonane w Królewcu, na podstawie ustnego rozkazu – został Skarbnik Zenker przez Pana Kanclerza Stanu, dnia 27 lipca 1811 r. wyznaczony, aby dotąd w skarbcu przechowywane, z koron uzyskane złoto i srebro, wagi 25 funtów 27 łutów, względnie 9 funtów 77,8 łuta, przeznaczyć na wybicie monety, kamienie i perły zaś oddać Dyrekcji Handlu Morskiego, która otrzymała zlecenie pozbycia się ich.
O wydaniu koron Jego Cesarskiej Mości, Cesarzowi Rosyjskiemu Aleksandrowi, nie wykryto niczego.
Wittgenstein

Po odzyskaniu przez Polskę niepodległości od 1918 roku prowadzono badania nad odnalezieniem zaginionych insygniów. Po pokoju ryskim zawartym z bolszewicką Rosją odzyskano niektóre regalia i wiele cennych przedmiotów, będących przed I wojną światową w posiadaniu władców Rosji. Przede wszystkim powrócił do Polski miecz koronacyjny Szczerbiec, który po przekazaniu na Wawel stał się zalążkiem stałej wystawy Skarbiec Koronny. W 1925 roku zakupiono insygnia koronacyjne Augusta III i jego małżonki Marii Józefy, których właścicielem był zdetronizowany król Saksonii Fryderyk August III Wettyn. Przekazano je do zbiorów Muzeum Narodowego w Warszawie. Na Zamek Królewski w Warszawie powróciły w latach dwudziestych XX wieku prywatne regalia Stanisława Augusta Poniatowskiego. Niektóre przedmioty zarówno w okresie międzywojennym, jak i po II wojnie światowej odzyskano dzięki ofiarności sponsorów i filantropów (np. w 1963 roku na Wawel w ten sposób trafił miecz ceremonialny Zygmunta Starego).

## Ewakuacja
W czasie II wojny światowej zachowane regalia królewskie odzyskane z tak wielkim trudem w czasach II Rzeczypospolitej postanowiono ewakuować. Obite blachą cynkową skrzynie z najcenniejszymi eksponatami umieszczono w wawelskich podziemiach. Dn. 2 IX 1939 r. odbyła się narada, w której udział wzięli: Adolf Szyszko-Bohusz, Stanisław Świerz-Zaleski i dr Stanisław Taszakowski, kierownik administracji zamku na Wawelu. Próbowano połączyć się telefonicznie z Kancelarią Cywilną w Warszawie, gdzie znajdowały się plany ewakuacji dla Wawelu opracowane kilka miesięcy przed wybuchem wojny, ale bez powodzenia. Późnym wieczorem podjęto zatem samodzielnie, przy początkowym sprzeciwie Szyszko-Bohusza, decyzję o wywiezieniu zbiorów z Krakowa. Już 3 IX wszczęto starania u władz wojewódzkich i wojskowych o pozyskanie transportu samochodowego. Wolnych pojazdów nie było, a więc zdecydowano się na transport drogą wodną – Wisłą. Ok. godz. 17:00 wynajęto w tym celu barkę rzeczną (galar), stojącą w porcie rzecznym w Podgórzu. Magistrat krakowski oddał do dyspozycji Zarządu Zamku Królewskiego samochód ciężarowy służący do wywożenia komunalnych śmieci, którym w ciągu dwóch godzin przewieziono skrzynie i paki z Wawelu do Podgórza. O zmroku 3 IX barka z wawelskimi zbiorami odbiła od brzegu. Ustalono, że ładunek popłynie do Sandomierza, a następnie, już koleją lub samochodami, zostanie przetransportowany w kierunku Jarosław – Brzeżany. Barkę miał wyprzedzać jadący swoim samochodem Stanisław Taszakowski, którego zadaniem było przygotowanie drogi lądowej. Całą ekspedycją kierował Świerz-Zaleski. Ewakuowanym zbiorom towarzyszyła grupa konserwatorów, pracowników i woźnych wawelskich wraz z rodzinami. Skarbiec Zamku Królewskiego na Wawelu i regalia z Zamku Królewskiego w Warszawie zostały wywiezione do Rumunii. Następnie przetransportowano je do Francji i ukryto w Państwowym Składzie Mebli w Aubusson. W 1940 roku, gdy znów były zagrożone wywieziono je do Wielkiej Brytanii, a stamtąd na pokładzie statku MS Batory do Kanady, gdzie ukryto je w magazynie eksperymentalnego gospodarstwa Ministerstwa Rolnictwa na przedmieściach Ottawy. Zbiory pamiątek królewskich przechowywane przy katedrze wawelskiej pozostały w kraju. Jako depozyt w rękach Kościoła katolickiego nie uległy one konfiskacie i bezpiecznie przetrwały do 1945 roku. Nie udało się natomiast ukryć insygniów koronacyjnych Augusta III Wettina i Marii Józefy. Te, po zajęciu Warszawy w 1939 roku przez wojska niemieckie stały się łupem wojennym. Przywłaszczył je sobie Hans Frank i w 1944 roku nakazał wywieźć w głąb Niemiec. Po zakończeniu wojny odnalezione w jednej z tajnych skrytek rządu III Rzeszy, znalazły się w rękach Armii Czerwonej. Przewieziono je do Moskwy jako trofeum wojenne. Dopiero w 1960 roku powróciły ze Związku Radzieckiego do kraju. Dzieła sztuki, które ewakuowano w czasie wojny do Kanady, będące pod opieką kustoszów Józefa Krzywdy-Polkowskiego i Stanisława Świerz-Zaleskiego w obawie przed roszczeniami do skarbu rządu PKWN zostały przez nich po 1944 roku ukryte w ottawskiej filii Bank of Montreal oraz w klasztorach w Précieux-Sang w Ottawie i w Sainte-Anne-de-Beaupré w pobliżu Quebec City, a później w klasztorze Hôtel-Dieu Hospital w Quebecu i w zamieszkałej przez Polonię osadzie Wilno w prowincji Ontario. Następnie stały się elementem antykomunistycznej gry politycznej premiera Quebecu, Maurice’a Duplessis, który skutecznie blokował starania władz Polskiej Rzeczypospolitej Ludowej o zwrot depozytu. On też postarał się, aby skarby z domów zakonnych umieścić w Muzeum Prowincji Quebec, gdzie trafiły w 1948 roku. Po wielu perypetiach związanych z problemami prawnymi i dyplomatycznymi regalia powróciły do Warszawy i Krakowa partiami w 1959 i w 1961 roku.

## Zachowane insygnia koronacyjne królów polskich
Miecz koronacyjny Szczerbiec (XII/XIII w.)

Średniowieczny miecz ceremonialny, pierwotnie miecz sprawiedliwości (gladius iustitiae). Od koronacji Władysława I Łokietka w 1320 roku do 1764 roku miecz koronacyjny królów polskich. Przechowywany na Zamku Królewskim na Wawelu w Krakowie.
Miecz koronacyjny Augusta III (1733)

Miecz, który posłużył zastępczo zamiast Szczerbca Augustowi III podczas intronizacji jako insygnium koronacyjne. Klinga stylizowana na średniowieczny miecz ceremonialny. Przechowywany w Muzeum Katedralnym Krakowie.
Insygnia koronacyjne Augusta III i jego małżonki Marii Józefy (1733)

Koronacyjne regalia zastępcze: dwie korony, dwa berła i dwa jabłka, które posłużyły do intronizacji Augusta III i Marii Józefy w 1734 roku. Wykonane przez drezdeńskiego jubilera Johanna Heinricha Köhlera. Przechowywane w Muzeum Narodowym w Warszawie.
Polska Korona Cesarska (ok. 1730)

Korona wykonana przez petersburskiego jubilera Gottlieba Wilhelma Dunkela na moskiewską koronację imperatorską carycy Anny Iwanowny. Car Mikołaj I posłużył się nią jako koroną zastępczą podczas swojej intronizacji w Warszawie w 1829 roku. Przechowywana w Arsenale (Orużejnaja Pałata) na Kremlu w Moskwie.
Rosyjskie berło cesarskie (1771)

Berło cesarskie wykonane z pozłacanego srebra przez petersburskich jubilerów dla carycy Katarzyny II. Od 1774 roku zwieńczone wspaniałym indyjskim diamentem Orłowem. W 1829 roku użyte do koronacji królewskiej Mikołaja I w Warszawie. Przechowywane obecnie w zbiorach Diamentowego Funduszu Rosji (Ałmaznyj Fond) na Kremlu w Moskwie.
Miecz poświęcany Jana III Sobieskiego (1676)

Miecz ofiarowany wraz z kapeluszem królowi Janowi III Sobieskiemu przez papieża Innocentego XI. Wykorzystany jako miecz koronacyjny przez cara Mikołaja I w 1829 roku. Przechowywany na Zamku Królewskim na Wawelu w Krakowie.

## Inne zachowane oznaki władzy wykorzystywane podczas koronacji królów polskich

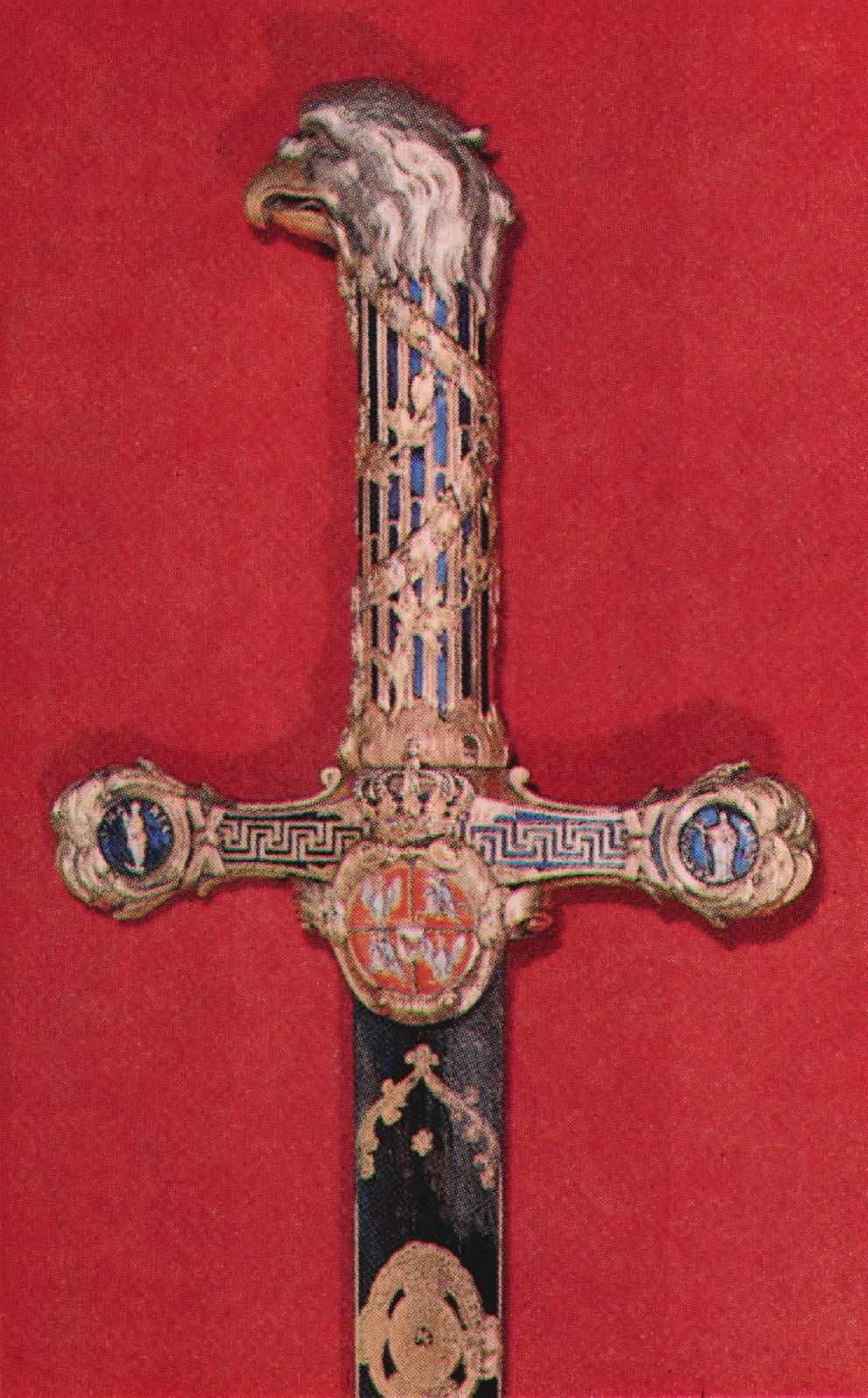
Miecz ceremonialny Stanisława Augusta Poniatowskiego

Włócznia Świętego Maurycego (ok. 1000)

Kopia Świętej Lancy Cesarskiej ofiarowana wraz z częścią gwoździa z Krzyża Pańskiego na zjeździe gnieźnieńskim Bolesławowi I Chrobremu przez Ottona III. Przekazana jako relikwia katedrze wawelskiej przez Kazimierza I Odnowiciela w XI wieku. Zachowany grot włóczni przechowywany jest w Muzeum Katedralnym w Krakowie.
Miecz ceremonialny Zygmunta I Starego (XVI w.)

Miecz sprawiedliwości (gladius iustitiae) zwany Sigismuntus Iustus użyty po raz pierwszy podczas sądu królewskiego nad Gdańskiem w 1526 roku, później miecz do pasowania rycerzy podczas uroczystości koronacyjnych. Miecz zygmuntowski o cechach gotycko-renesansowych ma rękojeść i pochwę wykonaną ze złoconego srebra. Pokryty jest grawerowaną ornamentyką. Przechowywany na Zamku Królewskim na Wawelu w Krakowie.
Miecze państwowe Korony i Litwy Augusta III Wettina (1733)

Dwa miecze ceremonialne użyte podczas uroczystości koronacyjnych króla Augusta III Wettina i królowej Marii Józefy w Krakowie w 1734 roku w zastępstwie mieczy grunwaldzkich. Przechowywane w Zbrojowni (Rüstkammer) w Dreźnie.
Płaszcz koronacyjny Augusta III (1734)

Płaszcz koronacyjny elektora Saksonii Augusta III Sasa o wysokości 320 i szerokości 250 centymetrów użyty przez niego do koronacji na króla Polski i wielkiego księcia litewskiego 17 stycznia 1734 roku w katedrze na Wawelu w Krakowie
Miecz ceremonialny Stanisława Augusta Poniatowskiego (1764)

Miecz ten posłużył królowi Stanisławowi Augustowi Poniatowskiemu do pasowania rycerzy podczas uroczystości koronacyjnych w 1764 roku, od 1765 roku był mieczem Orderu św. Stanisława. Przechowywany na Zamku Królewskim w Warszawie.
Łańcuch Orderu Orła Białego (1764)

Łańcuch Orderu Orła Białego zwany Klejnotem Rzeczypospolitej, którą król Stanisław August Poniatowski miał na sobie podczas uroczystości koronacyjnych w Warszawie w 1764 roku. Insygnium orderowe złożone z emaliowanych białych orłów trzymających w szponach berło i jabłko oraz z medalionów z monogramem MARYA i wizerunkiem Marii Panny z Dzieciątkiem. Przechowywany na Zamku Królewskim w Warszawie.
Łańcuch Orderu Orła Białego (1829)

Łańcuch Orderu Orła Białego, prawdopodobnie dzieło petersburskiej firmy jubilerskiej Johanna Wilhelma Keibela. Złożona z cesarskich czarnych orłów trzymających w szponach berło i jabłko oraz białych orłów umieszczonych na krzyżu maltańskim. Do łańcucha przywieszony jest klejnot orderowy w postaci krzyża maltańskiego z rozpostartym na nim Orłem Białym. Insygnium orderowe, którym podczas swojej koronacji w Warszawie w 1829 roku car Mikołaj I Romanow udekorował swoją żonę, carycę Aleksandrę Fiodorownę. Przechowywany w Arsenale (Orużejnaja Pałata) na Kremlu w Moskwie.

## Inne zachowane regalia królewskie

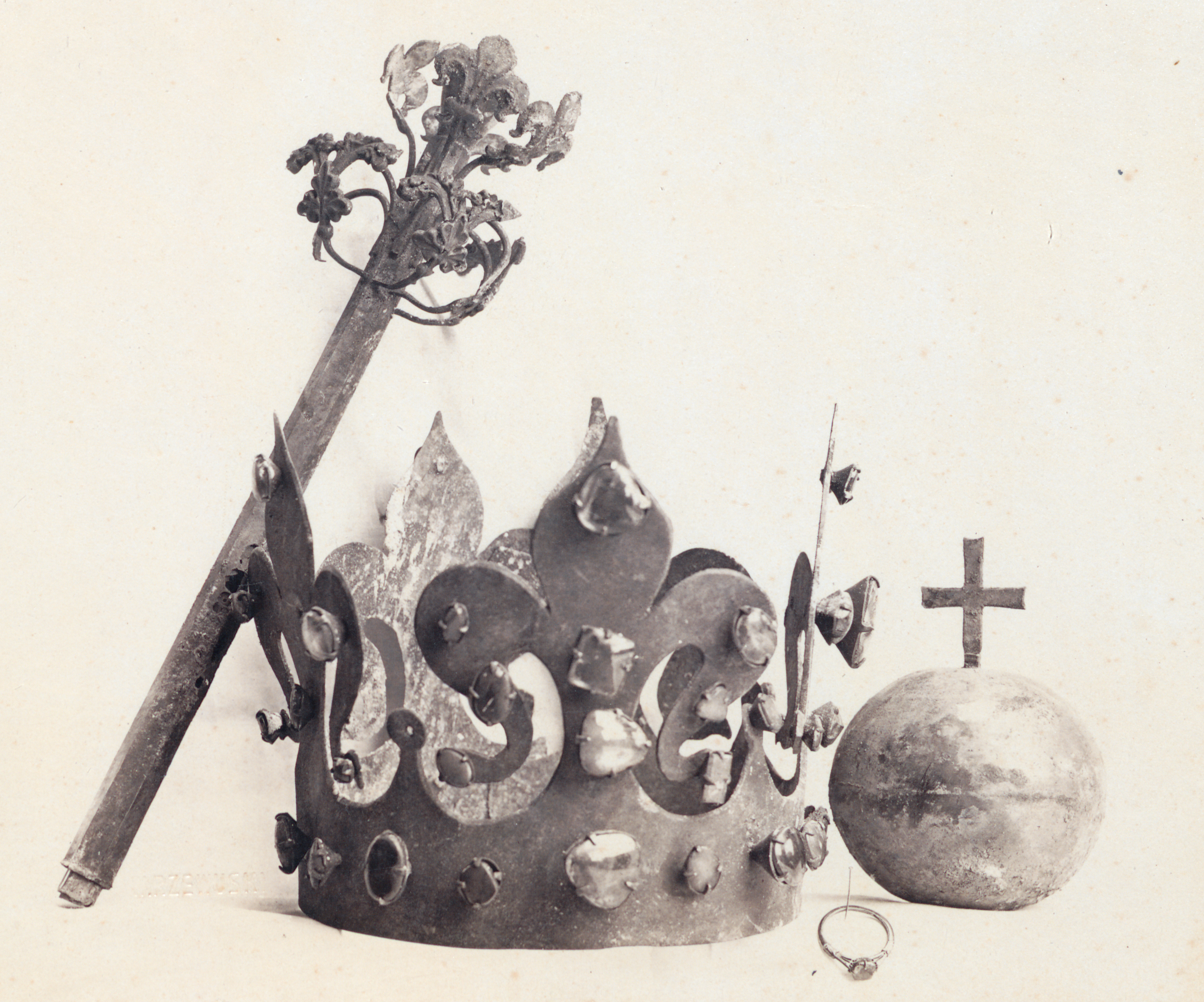
Insygnia grobowe Kazimierza III Wielkiego

Oprócz regaliów koronacyjnych królowie polscy posiadali insygnia prywatne.
Zachowały się między innymi:
Korona hełmowa Kazimierza III Wielkiego (ok. 1370)

Średniowieczna korona podróżna, zwieńczenie hełmu królewskiego. Złożona z czterech segmentów stylizowanych na kształt lilii. Wykonana z miedzi z dodatkiem srebra, ozdobiona imitacjami kamieni szlachetnych. Przechowywana w Muzeum Katedralnym w Krakowie.
Berło jagiellońskie (XVI w.)

Berło prywatne, prawdopodobnie własność Zygmunta I Starego lub jego syna Zygmunta II Augusta. Wykonane ze złota i kryształu górskiego. Stylizowane na kształt gałęzi okalanej liśćmi akantu, z kryształowym kwiatonem w formie tulipana i nodusem pośrodku. Przechowywane w klasztorze paulinów na Jasnej Górze w Częstochowie, gdzie trafiło w XX wieku jako wotum Jerzego Uznańskiego.
Insygnia Augusta II Mocnego (1697)

Korona, berło, jabłko i miecz wykonane jako koronacyjne regalia zastępcze dla Augusta II Mocnego przez freiburskiego złotnika Johanna Friedriecha Klemma. Niewykorzystane jednak podczas intronizacji. Przechowywane w Zbrojownii (Rüstkammer) w Dreźnie.
Berło Stanisława Augusta Poniatowskiego (ok. 1792)

Berło wykonane z trzech ośmiobocznie szlifowanych lasek akwamarynu, spiętych złotymi oprawami w formie liści akantu, zwieńczone złotym kielichem kwiatowym, a u dołu gałką z akwamarynu, oplecioną sześcioma złotymi kabłąkami. Przechowywane na Zamku Królewskim w Warszawie.

## Repliki polskich insygniów koronacyjnych

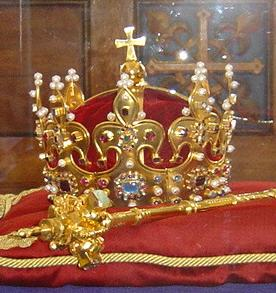
Replika korony Chrobrego

Powstało wiele kopii polskich regaliów. Najczęściej wykonywane są repliki miecza koronacyjnego Szczerbca dla prywatnych celów kolekcjonerskich. Istnieją też kopie polskich koron np. Augusta II Mocnego, która jest dziełem niemieckiego jubilera z Wuppertalu, Jürgena Abelera.
W latach 2001–2003 staraniem antykwariusza Adama Orzechowskiego na podstawie zachowanej dokumentacji zrekonstruowano wiernie: królewską koronę (tzw. koronę Chrobrego) oraz jabłko i berło królewskie z czasów koronacji Stanisława Augusta Poniatowskiego. Od 2003 prezentowane są one na licznych wystawach na terenie kraju i za granicą. W 2010 r. powstał drugi komplet odtworzonych regaliów królewskich (korona, jabłko, berło), który został wykonany przez konserwatora i metaloplastyka Józefa Walczyka z Nowego Sącza i stanowi stałą wystawę w kaplicy na zamku w Starej Lubowni.